# Мельбурн – Мумба-Сідней
Мельбурн – Мумба-Сідней – трубопровід, що подає блакитне паливо до ряду районів австралійських штатів Вікторія та Новий Південний Уельс та доволяє здійснювати маневр ресурсом між цими штатами. 
Наприкінці 1960-х за допомогою трубопроводу Лонгфорд – Мельбурн подали блакитне паливо до столиці штату Вікторія, що дозволило в 1975-му ввести в дію відгалуження від Воллерту (на північній околиці Мельбурна) до Водонги, яке мало довжину 269 кілометрів та було виконане в діаметрі 300 мм. 
Тим часом через південні райони сусіднього штату Новий Південний Уельс пройшов газопровід Мумба – Сідней і в 1981-му ввели в дію відгалуженя від нього Янг – Вагга-Вагга, що мало довжину 131 кілометр та так само було виконане в діаметрі 300 мм. 
В 1998-му газотранспортні системи штатів Вікторія та Новий Південний Уельс сполучили за допомогою перемички від Барнавата (Barnawatha, за кілька кілометрів від Водонги) до Вагга-Вагга довжиною 151 кілометр, для якої з огляду на майбутній розвиток обрали діаметром 450 мм. Таким чином, виник маршрут Воллерт – Янг, який не пізніше кінця 2000-х (після модернізації компресорної станції у Спрінгхерсті дещо південніше від Водонги) став бідирекціональним по всій довжині.
В середині 2010-х південну частину системи підсилили другою ниткою від Воллерту до Барнавати, яка при довжині 258 кілометрів має діаметр 400 мм. 
Варто відначити, що окрім як по Лонгфорд – Мельбурн ресурс до району Мельбурну з 1999-го може подаватись по газопроводу  Айона – Мельбурн.
Від ділянки Янг – Вагга-Вагга отримує живлення ТЕС Уранквінті.